# Бронзов колапс
Колапс на Бронзовата епоха или Бронзовият колапс е преходът от бронзовата към желязната епоха в Източното Средиземноморие. Няма еднозначно мнение за причините довели до осезаемите промени, но са изказани преположения за климатични промени, нашествия или системен колапс. Някои историци смятат за период на насилие и културен упадък.
Периодът обхваща първата половина на XII век преди новата ера. По време на Бронзовия колапс дворцовата икономика в Егейския басейн и Мала Азия изчезва и след кратко прекъсване е заменена с културата на обособени села - настъпват т.нар. Гръцки тъмни векове. По това време настъпва краят на Микенската цивилизация в Гърция, Хетското царство в Мала Азия и XIX династия в Египет.